# Rastafarisme
El rastafarisme és una religió monoteista, amb una base semblant al cristianisme, que venera Jah, tal com s'anomena Haile Selassie, emperador d'Etiòpia i que es reconeix com a encarnació de Déu. El nom prové de la fusió de la paraula Ras (príncep) i Tafari Makonnen, nom que tenia Haile Selassie I abans de ser coronat. Els seus seguidors s'anomenen rastafaris i són coneguts especialment a través de la forta repercussió que va tenir aquesta religió a l'illa de Jamaica durant la dècada del 1970.
Els orígens es remunten a la dècada del 1930, quan sorgí en el col·lectiu negre obrer de l'illa de Jamaica. S'interpreta Haile Selassie I com a personatge bíblic i des dels seus orígens el moviment incloïa l'ús del cànnabis com a instrument sagrat, com també diverses aspiracions afrocèntriques. Cal destacar el panafricanista Marcus Garvey, que militava en el moviment 'Back to Africa'. Garvey defensava la idea que els descendents dels esclaus només serien lliures si tornaven al continent negre i construïen una nació, i inspirant-se en el nom preimperial, Ras Tafari, amb la seva visió cultural i política va ajudar a crear aquesta nova visió del món. L’any 1916, va pronosticar: “Mireu l’Àfrica, un rei negre serà coronat, perquè el dia de l’alliberament és a prop”. Com que Etiòpia ja gaudia de prestigi pel fet de no haver estat mai colonitzada, quan el 1930 els jamaicans seguidors de Garvey van tenir notícia de la coronació de l'emperador Haile Selassie, publicada a la portada de la revista Time, envoltat de dignataris i membres de la reialesa d’arreu del món, van pensar que la profecia s’havia fet realitat: Haile era el Messies; Etiòpia, la Terra Promesa. Agraït pel suport dels moviments panafricanistes i els rastafarians jamaicans, el 1948 Selassie va cedir 500 hectàrees al poble de Sashemene (a Etiòpia) perquè hi residissin els rastafarians, fet que es va produir amb més celeritat a partir de l’any 1966, quan va visitar Jamaica. A poc a poc, molts rastes jamaicans s'hi van instal·lar.
El moviment rastafari s'ha escampat i fet conèixer arreu, especialment gràcies a la popularització de la música reggae. A la dècada del 2000 hi havia més d'un milió de seguidors d'aquesta religió, incloent-hi un deu per cent de la població de Jamaica, que se'n proclama seguidora.